# Omeath
Omeath (irisch Ó Méith) ist eine Ortschaft im County Louth in Irland mit 778 Einwohnern (2022).

## Lage
Omeath liegt etwa elf Kilometer nordöstlich von Dundalk am Carlingford Lough auf der Cooley-Halbinsel. Durch die Ortschaft führt die R173 von Dundalk kommend über Carlingford und nach Omeath weiter nach Newry hinter der nordirischen Grenze. In den Sommermonaten verkehrt eine Fähre für Fußgänger und Zweiräder nach Warrenpoint.

## Geschichte
Die Siedlung war bis in das 19. Jahrhundert hinein ein kleines Fischer- und Schmugglerdorf. Da das umgebende Land wenig fruchtbar war, lebten die Einwohner im Wesentlichen vom Meer. 
Eine gewisse Blüte erlebte Omeath, als 1876 ein Bahnhof an der Dundalk, Newry and Greenore Railway errichtet wurde. Nach dem Hinterhalt von Warrenpoint (sog. „Warrenpoint Ambush“) 1979 wurden Schüsse auf zwei Angler in Omeath durch britische Soldaten abgegeben. Der britische Angler starb dabei. Am 11. Oktober 2015 wurde bei einem Polizeieinsatz wegen häuslicher Gewalt ein Polizeibeamter der Garda Síochána erschossen. Der Täter, ein schwer bewaffneter IRA-Kämpfer richtete die Waffe anschließend gegen sich und erschoss sich.

## Sehenswürdigkeiten
- St Michael’s College, katholisches Seminar (seit 1986 geschlossen)
- frühere anglikanische St Andrews Church
- moderne St Lawrence’s Church

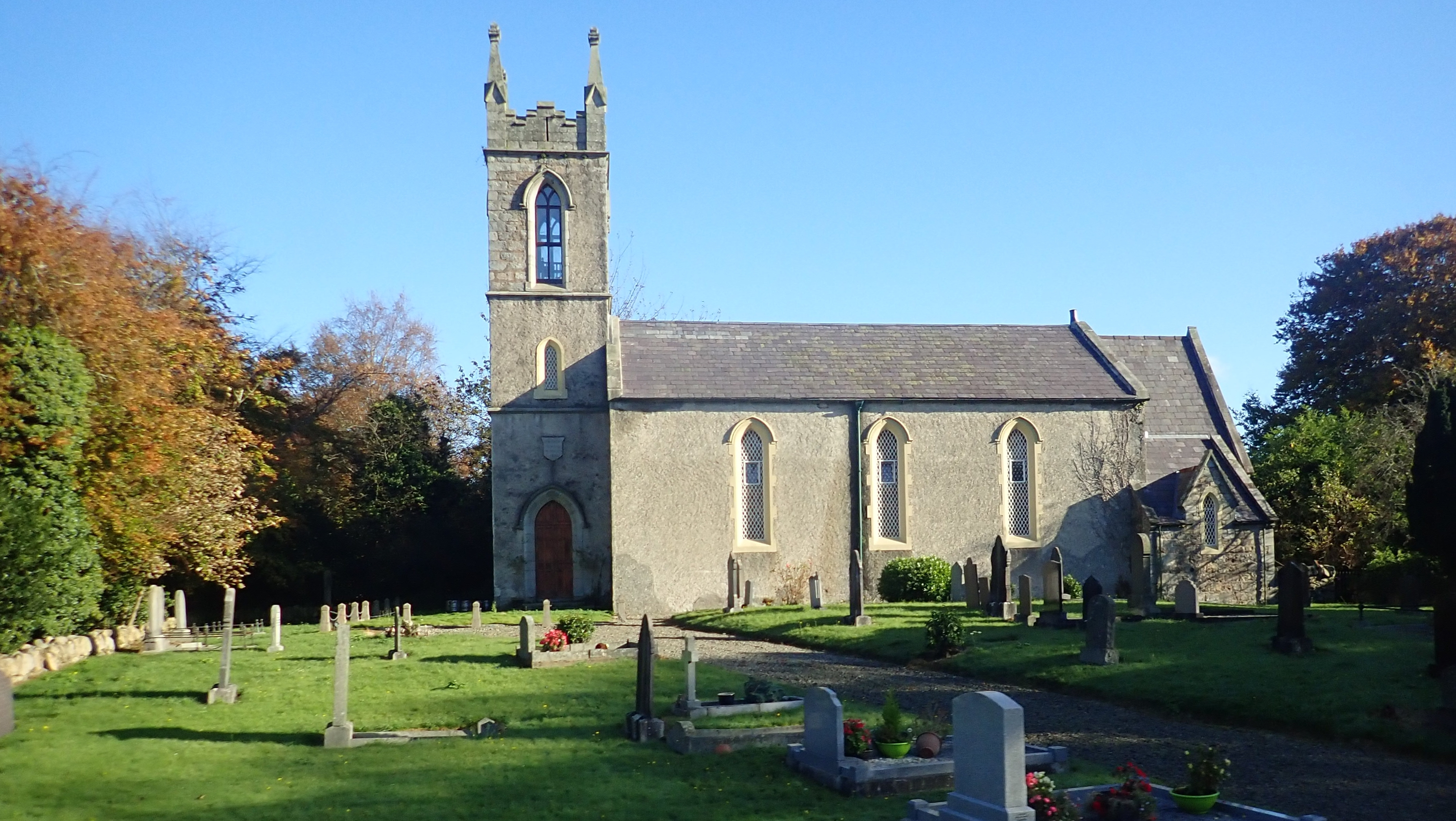
Ehemalige St Andrew’s Church
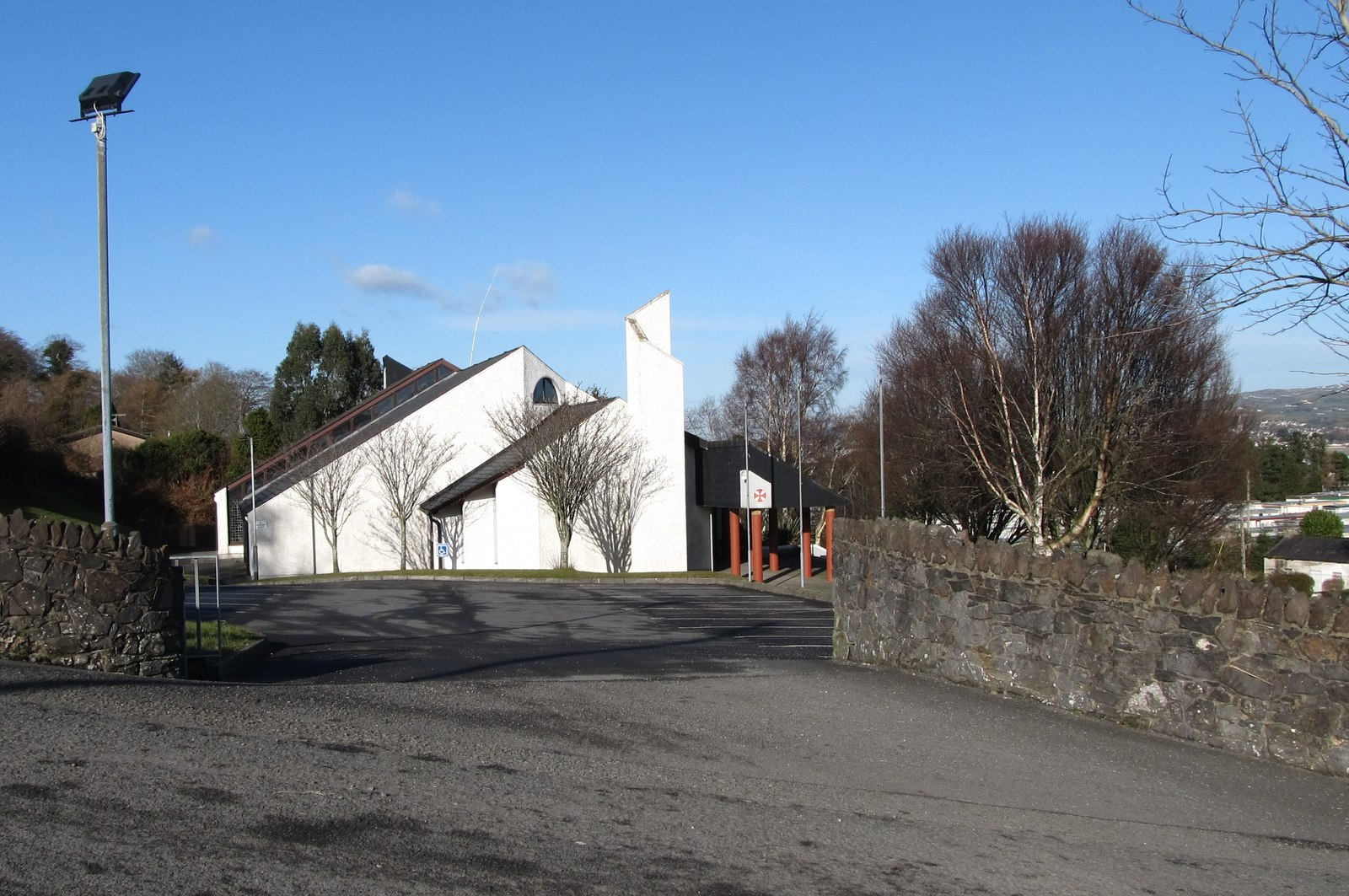
St Lawrence’s Church

## Söhne und Töchter des Ortes
- Arthur Morgan (* 1954), Politiker der Sinn Féin, Teachta Dála